# بکسلوستراید
بکسلوستراید (انگلیسی: Bexlosteride) یک مهارکننده قوی و غیررقابتی آنزیم 5α ردوکتاز مانند فیناستراید و دوتاستراید است.